# Рогатые пауки
Рогатые пауки (лат. Gasteracantha) — род аранеоморфных пауков из семейства пауков-кругопрядов. Эти пауки могут достигать размеров до 3 см в диаметре (измеряется от шипа до шипа).
Часто ярко окрашенные колючие шарообразные пауки имеют широкое, твердое брюшко, которое может быть белым, оранжевым или желтым с красными отметинами. Самая выделяющаяся особенность строения — несколько крупных выступов на брюшке у самок пауков, напоминающих шипы. У самцов, меньших по размеру, эти выступы отсутствуют.
Рогатые пауки, как правило, безвредны для человека.

## Виды
- По состоянию на апрель 2016 года World Spider Catalog признавал следующие виды[4]:
  - Gasteracantha aciculata (Pocock, 1899) — Новая Британия
  - Gasteracantha acutispina Dahl, 1914 — Сулавеси
  - Gasteracantha audouini Guérin, 1838 — Суматра, Тимор, Амбон и Филиппины
  - Gasteracantha aureola Mi & Peng, 2013 — Китай
  - Gasteracantha beccarii Thorell, 1877 — Сулавеси
  - Gasteracantha biloba (Thorell, 1878) — Молуккские острова и Амбон
  - Gasteracantha cancriformis (Linnaeus, 1758) (типовой вид) — Новый Свет
  - Gasteracantha clarki Emerit, 1974 — Сейшелы
  - Gasteracantha clavatrix (Walckenaer, 1841) — Малые Зондские о-ва, Сулавеси и Суматра
  - Gasteracantha clavigera Giebel, 1863 — Таиланд, Филиппины и Сулавеси
  - Gasteracantha crucigera Bradley, 1877 — Малайзия, Ява, Калимантан и Новая Гвинея
  - Gasteracantha curvispina (Guérin, 1837) — Америка и Центральная Африка
  - Gasteracantha curvistyla Dahl, 1914 — Сулавеси
  - Gasteracantha cuspidata C. L. Koch, 1837 — Малайзия, Никобарские о-ва
  - Gasteracantha dalyi Pocock, 1900 — Индия, Пакистан
  - Gasteracantha diadesmia Thorell, 1887 — От Индии до Филиппин
  - Gasteracantha diardi (Lucas, 1835) — Восточная Азия
  - Gasteracantha doriae Simon, 1877 — Сингапур, Суматра и Калимантан
  - Gasteracantha falcicornis Butler, 1873 — Африка
  - Gasteracantha fasciata Guérin, 1838 — Новая Гвинея и Гуам
  - Gasteracantha flava Nicolet, 1849 — Чили
  - Gasteracantha fornicata (Fabricius, 1775) — Квинсленд
  - Gasteracantha frontata Blackwall, 1864 — Индия, Мьянма, Таиланд, Малые Зондские о-ва и Калимантан
  - Gasteracantha gambeyi Simon, 1877 — Новая Каледония
  - Gasteracantha geminata (Fabricius, 1798) — Индия и Шри-Ланка
  - Gasteracantha hasselti C. L. Koch, 1837 — Восточная и Юго-Восточная Азия
  - Gasteracantha hecata (Walckenaer, 1841) — Филиппины
  - Gasteracantha interrupta Dahl, 1914 — Малые Зондские о-ва, Сулавеси
  - Gasteracantha irradiata (Walckenaer, 1841) — Юго-Восточная Азия, Сулавеси и Филиппины
  - Gasteracantha janopol Barrion & Litsinger, 1995 — Филиппины
  - Gasteracantha kuhli C. L. Koch, 1837 — Япония, Восточная и Юго-Восточная Азия
  - Gasteracantha lepelletieri (Guérin, 1825) — Индонезия, Филиппины, Новая Гвинея
  - Gasteracantha lunata Guérin, 1838 — Тимор, Молуккские о-ва и Новая Каледония
  - Gasteracantha martensi Dahl, 1914 — Суматра
  - Gasteracantha mediofusca (Doleschall, 1859) — Ява и Новая Гвинея
  - Gasteracantha mengei Keyserling, 1864 — Малайзия, Суматра и Калимантан
  - Gasteracantha metallica (Pocock, 1898) — Соломоновы о-ва.
  - Gasteracantha milvoides Butler, 1873 — Центральная, Восточная и Южная Африка
  - Gasteracantha notata Kulczyński, 1910 — Новая Британия
  - Gasteracantha panisicca Butler, 1873 — Юго-Восточная Азия, Филиппины и Ява
  - Gasteracantha parangdiadesmia Barrion & Litsinger, 1995 — Филиппины
  - Gasteracantha pentagona (Walckenaer, 1841) — Новая Гвинея
  - Gasteracantha picta (Thorell, 1892) — Сингапур
  - Gasteracantha quadrispinosa O. Pickard-Cambridge, 1879 — Новая Гвинея и Квинсленд
  - Gasteracantha recurva Simon, 1877 — Филиппины
  - Gasteracantha regalis Butler, 1873 — Новые Гебриды
  - Gasteracantha remifera Butler, 1873 — Индия и Шри-Ланка
  - Gasteracantha rhomboidea Guérin, 1838 — Маврикий
  - Gasteracantha rubrospinis Guérin, 1838 — Океания
  - Gasteracantha rufithorax Simon, 1881 — Мадагаскар
  - Gasteracantha sacerdotalis L. Koch, 1872 — Новая Гвинея, Квинсленд и Новая Каледония
  - Gasteracantha sanguinea Dahl, 1914 — Филиппины
  - Gasteracantha sanguinolenta C. L. Koch, 1844 — Африка, Сан-Томе и Принсипи, Йемен, Сейшелы и Сокотра
  - Gasteracantha sapperi Dahl, 1914 — Новая Гвинея
  - Gasteracantha sauteri Dahl, 1914 — Китай и Тайвань
  - Gasteracantha scintillans Butler, 1873 — Соломоновы о-ва
  - Gasteracantha signifera Pocock, 1898 — Соломоновы о-ва
  - Gasteracantha simoni O. Pickard-Cambridge, 1879 — Центральная Африка
  - Gasteracantha sororna Butler, 1873 — Индия
  - Gasteracantha sturi (Doleschall, 1857) — Лаос и Индонезия
  - Gasteracantha subaequispina Dahl, 1914 — Калимантан и Новая Гвинея
  - Gasteracantha taeniata (Walckenaer, 1841) — Индия, Юго-Восточная Азия и Полинезия
  - Gasteracantha theisi Guérin, 1838 — Новая Гвинея и Молуккские о-ва
  - Gasteracantha thomasinsulae Archer, 1951 — Сан-Томе и Принсипи
  - Gasteracantha thorelli Keyserling, 1864 — Мадагаскар
  - Gasteracantha tondanae Pocock, 1897 — Сулавеси
  - Gasteracantha transversa C. L. Koch, 1837 — Суматра и Ява
  - Gasteracantha unguifera Simon, 1889 — Индия и Китай
  - Gasteracantha versicolor (Walckenaer, 1841) — Центральная, Восточная и Южная Африка
  - Gasteracantha westringi Keyserling, 1864 — Австралия, о-ва Адмиралтейства и Новая Каледония